# Ковтун, Елена Николаевна
Еле́на Никола́евна Ковтун (род. 11 декабря 1964, Воронеж) — российский литературовед, доктор филологических наук, с 2003 года профессор кафедры славянской филологии филологического факультета МГУ имени М. В. Ломоносова, заведующая кафедрой славистики и центральноевропейских исследований Российского государственного гуманитарного университета. Член Союза писателей России. Известна как фантастовед, президент Ассоциации исследователей фантастики.

## Биография
В 1987 году окончила славянское отделение филологического факультета МГУ имени М. В. Ломоносова со специализацией «чешский язык и литература», в 1990 году — аспирантуру кафедры славянской филологии этого факультета. В 1991 году защитила кандидатскую диссертацию «Функции условности в художественной системе Карела Чапека. Традиция Герберта Уэллса», а в 2000 году — докторскую диссертацию «Типы и функции художественной условности в европейской литературе первой половины XX века».
На основе этой диссертации ей написана монография «Поэтика необычайного: художественные миры сказки, утопии, притчи и мифа (на материале европейской литературы первой половины XX века)» (1999), а затем учебное пособие «Художественный вымысел в литературе XX века», выпущенное издательством «Высшая школа» (2008). Представленная в этих работах классификация литературных произведений, содержащих фантастическое допущение, разработанная на основе анализа европейской литературы, принята многими исследователями фантастики России.

## Научные интересы
Сфера научных интересов Е. Н. Ковтун — чешская и европейская литература XX века, фантастика в европейской литературе XIX-XX веков, художественный вымысел как эстетическое явление.
Читает следующие курсы лекций: «История чешской литературы», «История и культура Чехии», спецкурсы «Чешская фантастика XIX—XX вв. в общеевропейском контексте», «Творчество Карела и Йозефа Чапеков в контексте чешской литературы и культуры первой половины XX в.», «Чешская сатирическая фантастика первой половины XX в.», «Литературные „вершины“ XX столетия: Я. Гашек — К. Чапек — Б. Грабал — М. Кундера», «Чешская и русская фантастика 1990—2000-х гг.», ведёт спецсеминары по чешской литературе XIX-XX веков.
С 1991 года — учёный секретарь Совета по филологии УМО (Учебно-методического объединения) по классическому университетскому образованию, принимает участие в международных проектах в рамках Болонского процесса, направленного на создание общеевропейского образовательного пространства.

## Награды и премии
- 1998, 2000 — благодарности Министерства образования РФ за работу по структурной и содержательной реформе университетского образования в России.
- 2009 — литературная премия имени И. А. Ефремова за литературоведческие и критические работы (учебное пособие для студентов ВУЗов)